# 孔穿
孔 穿（こう せん、紀元前3世紀中ごろ）は、中国戦国時代の思想家。孔子の六代子孫。字は子高。父は孔箕（子京）、子に孔斌（子順）。

『史記』孔子世家や『漢書』孔光伝などの孔家の系譜に名前が載っている。
『孔叢子』第12篇から第14篇（公孫龍篇・儒服篇・対魏王篇）に主役として登場し、諸国を遊説して厚遇され、趙の平原君や魏の信陵君と交流したことが伝えられる。
「白馬非馬」に代表される名家の諸学説をめぐって公孫龍と論争し敗れたということが、『公孫龍子』跡府篇、『呂氏春秋』審応覧淫辞篇などに伝えられる。『孔叢子』公孫龍篇には両書とほぼ同じ文章が載っているが、孔穿が勝ったように改変されている。
『孔子家語』後序では、孔穿の著作として『讕言』があったと伝えられる。しかしこれは、『孔子家語』偽作者の王粛が、『漢書』芸文志所載の作者不明の儒家書『讕言』の記述に付会したものと推測される。